# Gottfried Hoffer z Lobenštejnu
Gottfried Hoffer z Lobenštejnu, něm. von Lobenstein (1665 – 22. února 1732 Litoměřice) byl český římskokatolický duchovní, generální vikář litoměřické diecéze a děkan katedrální kapituly u sv. Štěpána v Litoměřicích a v letech 1722 až 1732.

## Život
Tento duchovní se stal nejdříve děkanem v Budyni nad Ohří, později městským děkanem v Litoměřicích. V roce 1715 byl jmenován 3. litoměřickým biskupem Františkem Königseggem sídelním kanovníkem litoměřické kapituly. V letech 1715-1720 vykonával funkci generálního vikáře litoměřické diecéze. Roku 1722 se stal děkanem litoměřické kapituly. V té době se však také dostal, pro svou vznětlivou povahu, do konfliktu se 4. litoměřickým biskupem Janem Adamem Vratislavem z Mitrovic. S jeho jménem je spojena nadace v roce 1730 pro vikaristu katedrálního kostela, počátek pozdější tzv. hoffero-jarschelovské nadace.